# Cuahilama (zona arqueológica)
Cuahilama es un cerro y un lugar arqueológico de México. Fue en otros tiempos, un centro ceremonial, ubicado en el barrio Cuahilama cerca del Museo Arqueológico de Xochimilco, en la Ciudad de México. En el cerro se encuentran imágenes prehispánicas grabadas en rocas basálticas.

## Localización
El cerro de Cuahilama o Cuailama, se localiza en la calle prolongación 2 de abril, y calle Cuahilama, en el pueblo de Santa Cruz Acalpixca. En la Alcaldía Xochimilco, al sureste de la Ciudad de México

## Historia
En la zona de Xochimilco habitaban tribus preclásicas de Cuicuilco, Copilco y Tlatilco (1500 - 200 a. C.), y posteriormente, en el periodo Período clásico, los teotihuacanos (200 a. C.- 700 d. C.).
Al parecer, fue alrededor del año 1254 d. C. que Acalpixca fue fundada por los xochimilcas, la primera de las tribus nahuatlacas que, procedentes de Aztlán, arribaron a al Valle del Anáhuac. En 1265 d. C., el primer señor de Xochimilco, Acatonalli, fundó el pueblo ubicado en el cerro Cuauhilama. Entre 1450 y 1521, Santa Cruz Acalpixca era una pequeña villa, aunque el centro rector del área, por esta época se realizaron los grabados en las rocas.
Aquellos pobladores dedicados a la agricultura, fundaron su señorío con Acatonalli, su primer gobernante, quien ante la terrible escasez de alimentos propone ante el Consejo de Ancianos, sobreponer en el lago unas varas y cieno de los lagos, creando así las chinampas en la zona lacustre del valle, método agrícola que se ha transmitido de generación en generación desde el México prehispánico hasta nuestros días, comenzando a producir maíz, chile, frijoles, calabaza y principalmente flores, así como otros cultivos. Desde entonces se le llamó Xochimilco, “Lugar de la Sementera Florida”.
A partir de Cuahilama, los xochimilcas se habrían extedido por la ribera sur del lago de Xochimilco, las islas de Tláhuac y Míxquic, hacia la Sierra de Ajusco-Chichinauhtzin.
| Período | Subdivisión         | Subdivisión         | Fecha                 | Resumen                                                                   |
| --- | ------------------- | ------------------- | --------------------- | ------------------------------------------------------------------------- |
| Preclásico | Preclásico Temprano | Preclásico Temprano | 2500 – 1200 a. C.     | Población difusa                                                          |
| Preclásico | Preclásico Medio    | Preclásico Medio    | 1200 – 400 a. C.      | Tribus de Cupilco, Copilco y Tlatilco                                     |
| Preclásico | Preclásico Tardío   | Preclásico Tardío   | 400 a. C. - 200 d. C. | Teotihuacanos                                                             |
| Clásico |                     |                     | 200 – 600 d. C.       | Teotihuacanos                                                             |
| Epiclásico |                     |                     | 600 – 900 d. C.       | Teotihuacanos, Toltecas y Chichimecas                                     |
| Posclásico | Posclásico Temprano | Posclásico Temprano | 900 – 1250 d. C.      | Xochimilcas de Aztlán y su asentamiento en Cuahilama                      |
| Posclásico | Posclásico Tardío   | Posclásico Tardío   | 1250 – 1521 d. C.     | Construcción de chinampas, subyugados por los Mexicas, Conquista española |
| Nota: Los períodos usados en los informes difieren un poco de aquellos usados en la región mesoamericana en general. |                     |                     |                       |                                                                           |

## Zona arqueológica
En el cerro de Cuahilama (kuaitl: cabeza; ilamatl: ancianca, vieja = cabeza de anciana), se encuentran un observatorio y adoratorio, una calzada prehispánica que corre de poniente a oriente del sitio y daba acceso a la parte superior del cerro, donde se encontraba posiblemente el área ceremonial; terrazas de cultivo y montículos (varios de los cuales han desaparecido); se tienen registrados cimientos de habitaciones sacerdotales con una extensión de 400 m² y una jolla o campo militar de entrenamiento xochimilcas.
El sitio presenta características culturales mexicas y posiblemente fue un centro ceremonial vinculado con las festividades de fertilidad agrícola y con un culto al Sol reflejado en eventos astronómicos y calendáricos.
En este asentamiento prehispánico se celebraba cada 52 años el nacimiento del “Fuego Nuevo”, para asegurar la llegada del nuevo sol.
El sitio es famoso por los petrograbados localizados en la ladera y las faldas del cerro, se distinguen diez petroglifos prehispánicos in situ que datan entre el 1200 y 1500 d. C., los cuales, expresaban la cosmovisión de los xochimilcas, se les han atribuido funciones ceremoniales y veneración como deidades.
Los petroglifos son representaciones de astros, puntos cardinales y de figuras que al parecer, se asocian con el culto a la fertilidad.

### Descripción
- Ollín Nahui (cuatro movimiento): Hace alusión al quinto sol actual, ya que, otros cuatro soles o etapas, habían conformado ya el escenario de otras cuatro humanidades desde la creación del mundo. Tiene plasmado los cuatro rumbos del universo y los cuatro numerales del calendario.  La fecha “4 Movimiento” grabada en el Cerro Cuailama, indicaría un periodo de culto consagrado a Xipe Tótec.

- El Huetzalin (el sacerdote): Que fue el conductor de los xochimilcas desde Tula, según el padre Durán.

- Ce Cipactli (Uno Cocodrilo): Pertenece al primer día del calendario solar mesoamericano. La fecha está asociada a Chantico o Cuauhxolotl, deidad patrona de la pesca y el fuego doméstico, el relieve en roca bien puede aludir al periodo en el que se debía rendir culto sagrado a esta deidad.[8]

- Itzpapalotl (mariposa de fuego): Simboliza la poesía, el canto y la danza. La movilidad de la mariposa los hizo tomarla por símbolo del movimiento del Sol Ollín Nahui.

- Xonecuitl (pie encorvado): Báculo o bastón de mando de Quetzalcóatl, representa la Vía Láctea, está ligado a la guerra y al sacrificio (al igual que el cráneo).

- Océlotl (jaguar): Es el décimo cuarto día de los meses del calendario solar. Es el símbolo de la guerra. Por sus hábitos nocturnos, el jaguar fue considerado el nahualli o máscara zoomorfa del dios Tezcatlipoca.

- Huacalxochitl: Planta sagrada de los xochimilcas. Se usaba medicinalmente para combatir infecciones, pero el mismo tiempo era considerado importante en las ceremonias, ya que se usaba para engalanar a los héroes militares al mismo tiempo al tlatoani o cacique.

- Acocoxochitl (Flor de dalia): Su nombre en náhuatl significa: flor de tallo hueco lleno de agua. Desde tiempos precolombinos tenía uso ornamental, alimenticio, medicinal y ceremonial. Está considerada como la flor nacional de México.

- Yoloxochitl (Flor de magnolia):

- Nahualapa: Piedra mapa, en la que se registran el lago de Xochimilco, 56 ojos de agua, ocho edificios con sus escalinatas y gran cantidad de veredas.

- Ocelocóhuatl (también llamada Cihuacóatl):

- el yaoquizqui (el guerrero):

## Culto ancestral
Cabe mencionar, que en la época prehispánica Cuahilama fungía como una frontera natural entre el acceso al lago y los cerros de Xochimilco, el cerro mismo denota una posición limítrofe entre las fuerzas del agua y el fuego, elementos que constituían a la diosa Chantico. 
Los relieves del Cuahilama, denotan un periodo de culto específico concernientes a una “fiesta de las veintenas” en la que se adoraban: a entidades sagradas del agua, el fuego, la fertilidad, la guerra y en la que no debemos descartar, se efectuara “la coronación de los reyes” xochimilcas con agua y fuego, como ocurría en otras regiones de “Mesoamérica”.
En la ladera norte del Cerro Cuahilama, fue grabada la fecha “4 Movimiento”, destaca que este relieve es iluminado por el Sol durante los solsticios de verano.

### Situación actual
Una triste situación de alerta atraviesa la zona arqueológica de Cuahilama, ante la depredación, el vandalismo y la inocultable apatía de autoridades y la misma sociedad.[cita requerida]
Poco se ha podido hacer contra el deterioro de los vestigios arqueológicos que resguarda, la cual, está a punto de perder todo valor cultural a consecuencia del crecimiento de la mancha urbana y por falta de protección por parte de las autoridades delegacionales y el Instituto Nacional de Antropología e Historia (INAH), no han hecho algo a pesar de las denuncias vecinales que acusan el saqueo de piezas arqueológicas en la zona. Los petroglifos están desprotegidos, dañados por el grafiti y el abandono.
La zona es de propiedad privada, pero los dueños no cuentan con el título de propiedad del terreno, solo con contratos privados; por lo que la compra no se ha podido realizar.[cita requerida]
Importancia del Sitio
Cuahilma no es un sitio relevante: INAH
Al cuestionar al INAH sobre la falta de mantenimiento, respondió que en México existen más de 10 mil sitios arqueológicos, y algunos “no son de gran relevancia”.  Los petroglifos encontrados en esta zona de la delegación Xochimilco son de origen mexica y eran venerados como deidades; son representaciones de astros, puntos cardinales y figuras que al parecer están asociados con el culto a la fertilidad.